# Un ennemi très cher
Un ennemi très cher (Sweet Seymour Skinner's Baadasssss Song) est le 19e épisode de la saison 5 et le 100e épisode de la série télévisée d'animation Les Simpson.

## Synopsis
Pour son exposé en classe, Bart décide de présenter son chien, Petit Papa Noël. Une fois l'exposé terminé, le chien est placé dans un placard. Il sent une odeur de nourriture provenant de la cuisine et pénètre dans le conduit d'aération. Le problème est qu'il reste coincé à l'intérieur. Willie est chargé d'aller le chercher dans le conduit. Lorsque l'inspecteur Chalmers arrive par hasard à l'école et découvre cette situation peu banale, il décide de renvoyer Skinner. Leopold, le supérieur de Chalmers, nomme Ned Flanders comme nouveau principal de l'école alors que Skinner devenu chômeur ne semble pas si malheureux que ça et devient l'ami de Bart...